# Sadjo Haman
Sadjo Haman (Ngaoundere, Kamerun, 1984. november 28.) kameruni válogatott labdarúgó.

## Mérkőzései a kameruni válogatottban
| #  | Dátum            | Ellenfél  | Eredmény | Kiírás              | Esemény |
| -- | ---------------- | --------- | -------- | ------------------- | ------- |
| 1. | 2008. június 21. | Tanzánia  | 2 – 1    | Vb-selejtező        | 75'     |
| 2. | 2011. február 9. | Macedónia | 1 – 0    | barátságos mérkőzés | 53'     |

## Pályafutása
Sadjo Haman a kameruni Cotonsport Garoua klubnál kezdte labdarúgó-pályafutását 2003-ban. 2005-ben a Sahel FC-hez iogazolt, ahonnan egy szezon után több alkalommal is kölcsönbe adták. 2007-ben a Diósgyőri VTK-hoz került kölcsönbe, majd egy fél szezon után, még abban az évben az Újpest FC kölcsönjátékosa lett. Az Újpestnél 23 mérkőzésen 2 gólt szerzett a csapatnak. Az Újpesti kölcsönszerződése lejárta után a liechtensteini FC Vaduzhoz került, szintén kölcsönbe. 2010 februárban jelentették be, hogy Haman visszatér a Diósgyőr csapatához, mellyel két és fél éves szerződést ír alá.

## Válogatott szereplései
Első alkalommal 2008. június 21-én játszott a kameruni labdarúgó-válogatottban a  2010-es labdarúgó-világbajnokság afrikai csoportjának selejtezőjében a tanzániai labdarúgó-válogatott ellen.